# Влки
Влки (словац. Vlky) — село, громада округу Сенець, Братиславський край, південно-західна Словаччина. Кадастрова площа громади — 3,62 км².
Населення 408 осіб (станом на 31 грудня 2017 року).

## Історія
Влки згадуються в 1277 році.

## Населення
| Рік:            | 1994. | 2004.    | 2014.   | 2024.   |
| --------------- | ----- | -------- | ------- | ------- |
| Кількість осіб: | 360   | 407      | 423     | 415     |
| Різниця:        |       | +13,05 % | +3,93 % | -1,89 % |

| Рік:            | 2023. | 2024.   |
| --------------- | ----- | ------- |
| Кількість осіб: | 416   | 415     |
| Різниця:        |       | -0,24 % |